# Grand Prix de Denain 1975
La 17e édition du Grand Prix de Denain a eu lieu le 1er avril 1975. Elle a été remportée par le Belge Roger Loysch.

## Classement final
Roger Loysch remporte la course.
| Classement final, | Classement final,      | Classement final,    | Classement final,          | Classement final, |
|                   | Coureur                | Pays                 | Équipe                     | Temps             |
| ----------------- | ---------------------- | -------------------- | -------------------------- | ----------------- |
| 1er               | Roger Loysch           | Belgique             | Alsaver-Jeunet-De Gribaldy |                   |
| 2e                | Jozef Abelshausen      | Belgique             | Ijsboerke-Colner           |                   |
| 3e                | André Dierickx         | Belgique             | Rokado                     |                   |
| 4e                | Luc D'Hondt            | Belgique             | Maes-Watney                |                   |
| 5e                | Robert Mintkiewicz     | France               | Gitane-Campagnolo          |                   |
| 6e                | Alfred Gaida           | Allemagne de l'Ouest | Rokado                     |                   |
| 7e                | Marc Renier            | Belgique             | Ijsboerke-Colner           |                   |
| 8e                | Geert Malfait          | Belgique             | Maes-Watney                |                   |
| 9e                | Tony Gakens            | Belgique             | Alsaver-Jeunet-De Gribaldy |                   |
| 10e               | Manuel Santos Castillo | Espagne              | Alsaver-Jeunet-De Gribaldy |                   |
| modifier          |                        |                      |                            |                   |